# Optische weglengte
De optische weglengte die een lichtstraal aflegt tussen twee punten is de afstand die het licht in vacuüm in dezelfde tijd zou afleggen. Aangezien licht in vacuüm sneller gaat dan in enig ander medium, is de optische weglengte groter dan de werkelijke afstand. Zo gaat licht in bijvoorbeeld glas langzamer dan in lucht. De optische weglengte is daardoor in glas langer dan in lucht, omdat het langer duurt voordat het licht het glas gepasseerd heeft. Rekening houdend met de brekingsindices van de media waardoor het licht zich beweegt, kan de optische weglengte bepaald worden.
Optische weglengte lijkt dus op het eerste oog een onjuiste term te zijn: het zou eigenlijk een tijd moeten zijn. In feite is het de lengte uitgedrukt in het aantal golflengtes (een „genormeerde” lengte). Om de optische kwaliteit van een optische systeem aan te duiden wordt ook wel de optische weglengte gebruikt.

## Definitie
De optische weglengte {\displaystyle L} van een pad {\displaystyle W} dat door een lichtstraal wordt afgelegd, is:
{\displaystyle L=\int _{W}n(s)\,\mathrm {d} s},
met {\displaystyle n(s)} de brekingsindex van het medium in het punt {\displaystyle s} van het pad.
Als het pad bestaat uit delen {\displaystyle W_{i}} in media met constante brekingsindex {\displaystyle n_{i}}, wordt de optische weglengte de som van de optische weglengten van de afzonderlijke delen:
{\displaystyle L=\sum _{i}n_{i}\,W_{i}}
Dit laatste doet zich bijvoorbeeld voor bij de stralengang door een lenzensysteem. Het algemene geval komt voor bij een luchtspiegeling.

## Afbeeldingsfouten
Om een goede afbeelding van een object te krijgen, moet de optische weglengte voor iedere lichtstraal hetzelfde zijn. Ten gevolge van afbeeldingsfouten, zoals sferische aberratie, coma enz. is dit niet het geval. Er zijn verschillen en dat drukt men uit in een afstand, meestal in de golflengte van het licht waarvoor het systeem werd geoptimaliseerd.
Een systeem dat beter is dan 1/4 golflengte wordt als buigingsbegrensd beschouwd. Dit is al een heel hoge eis. Astronomische telescopen en laseroptieken moeten nog beter zijn dat deze eis. Een gewone verrekijker is in de orde van 1 tot 1/2 golflengte. Foto-optieken zijn meestal iets slechter.